# Aphoebantus carbonarius
Aphoebantus carbonarius är en tvåvingeart som beskrevs av Osten Sacken 1887. Aphoebantus carbonarius ingår i släktet Aphoebantus och familjen svävflugor. Inga underarter finns listade i Catalogue of Life.